# François-Élie Vincent
Pour les articles homonymes, voir Vincent.
François-Élie Vincent, né à Genève le 20 juin 1708, mort à Paris le 28 mars 1790, est un portraitiste et miniaturiste genevois.

## Biographie
Professeur à l’académie de Saint-Luc, Vincent a formé, entre autres, Adélaïde Labille-Guiard, qui est devenue l’épouse de son fils, le peintre d’histoire François-André Vincent.

## Élèves
- Adélaïde Labille-Guiard (1749-1803),

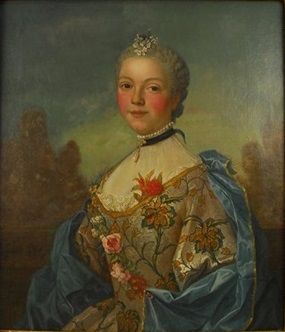
Madame de Chassunof, 1753, huile sur toile.

- François-André VincentMadame de Chassunof, 1753, huile sur toile.Portrait de dame, 1784, aquarelle sur ivoire, diamètre 7,3 cm, Carnegie Art Museum.

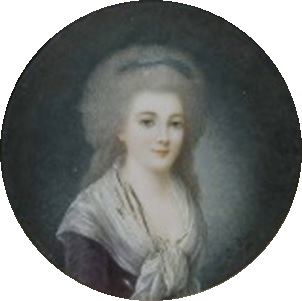
Portrait de dame, 1784, aquarelle sur ivoire, diamètre 7,3 cm, Carnegie Art Museum.